# Постников Станіслав Іванович
Станіслав Іванович Постников (20 грудня 1928, місто Макар'єв, тепер Макар'євського району Костромської області Російська Федерація — 8 травня 2012, Москва) — радянський військовий діяч, командувач військ Північно-Кавказького, Прибалтійського і Забайкальського військових округів, головнокомандувач військ Західного напрямку, генерал армії (3.11.1986). Член Центральної Ревізійної комісії КПРС у 1981—1990 роках. Депутат Верховної Ради СРСР 11-го скликання. Народний депутат СРСР у 1989—1991 роках.

## Життєпис
Народився в багатодітній родині робітника-столяра. З 1929 року родина жила в місті Кінешмі Івановської області. У роки німецько-радянської війни працював різноробочим на волзькій пристані. У 1947—1948 роках — слюсар деревообробного заводу в місті Кінешмі Івановської області.
З 1948 року — в Радянській армії. У 1951 році закінчив Шуйське піхотне училище.
З 1951 року командував окремим розвідувальним взводом механізованого полку Горьковського військового округу в місті Кіров. У 1954 році закінчив Об'єднані курси удосконалення офіцерського складу розвідки в Ленінграді. З 1956 року командував ротою розвідки механізованого полку в Оренбурзькій області, з 1957 року — начальник розвідки механізованого полку в Оренбурзькій області.
Член КПРС з 1957 року.
У 1961 році закінчив Військову академію імені Фрунзе.
З 1961 року — командир мотострілецького батальйону, з 1963 року — начальник штабу, в 1966—1967 роках — командир мотострілецького полку Туркестанського військового округу.
У 1967—1969 роках — слухач Військової академії Генерального штабу Збройних сил СРСР.
У 1969—1970 роках — командир мотострілецької дивізії Одеського військового округу в Кримській області.
У 1970—1973 роках — командир 35-ї мотострілецької дивізії Групи радянських військ у Німеччині.
У липні 1973 — вересні 1975 року — начальник штабу — заступник командувача Північної групи військ на території Польщі.
У вересні 1975 — червні 1977 року — командувач 7-ї гвардійської армії Закавказького військового округу.
У 1976 році закінчив Вищі академічні курси при Військовій академії Генерального штабу.
У червні 1977 — серпні 1979 року — начальник штабу — 1-й заступник командувача військ Київського військового округу.
У серпні 1979 — серпні 1980 року — командувач військ Північно-Кавказького військового округу.
У серпні 1980 — січні 1984 року — командувач військ Прибалтійського військового округу.
У січні 1984 — грудні 1986 року — командувач військ Забайкальського військового округу.
У грудні 1986 — червні 1988 року — 1-й заступник головнокомандувача Сухопутних військ СРСР.
У червні 1988 — березні 1992 року — головнокомандувач військ Західного напрямку. У березні — червні 1992 року — командувач військ Західного напрямку.
З червня по лютий 1993 року перебував у розпорядженні Міністерства оборони Російської Федерації.
З лютого 1993 року — у відставці в Москві. Автор мемуарів «В далеких гарнізонах».
З кінця листопада 1993 року — радник (цивільний фахівець) в Головній військовій інспекції Міністерства оборони Російської Федерації. У 2008—2012 роках — генеральний інспектор Служби генеральних інспекторів Міністерства оборони Російської Федерації.
Помер 8 травня 2012 року. Похований 11 травня 2012 року в Москві на Троєкурівському цвинтарі.

## Військові звання
- Генерал-майор
- Генерал-лейтенант (13.02.1976)
- Генерал-полковник (25.10.1979)
- Генерал армії (3.11.1986)

## Нагороди
- Орден Червоного Прапора
- Орден Кутузова І ст.
- Орден «За службу Батьківщині у Збройних Силах СРСР» II ст.
- Орден «За службу Батьківщині у Збройних Силах СРСР» III ст.
- Орден Червоного Прапора (Монгольська Народна Республіка)
- Медалі